# روبي إيفانز
روبي غريس إيفانز (من مواليد 17 مارس 2007) هي لاعبة لاعبة جمباز فني ويلزية وعضوة في المنتخب الوطني البريطاني. كانت جزءًا من الفريق الفائز بالميدالية الفضية في بطولة الجمباز الفني للسيدات 2024 وهي بطلة أوروبا الشمالية لخمس مرات.

## نشأتها
ولدت إيفانز في كارديف عام 2007. بدأت التدريب على الجمباز عندما كانت في الرابعة من عمرها. تنافست إيفانز في أول بطولة ويلزية لها في عام 2019، واحتلت المركز الثالث في جميع المجالات في قسم إسبوار. في الشهر التالي تنافست في البطولات البريطانية حيث احتلت المركز السابع في التمرين الشامل والثاني في الحركات الأرضية. بسبب جائحة كوفيد -19 العالمية، تم إلغاء أو تأجيل معظم المسابقات في عام 2020. وتنافست إيفانز
```
في بطولة  إليت جيم ماسيليا الدولية للجمباز الفني للسيدات في مرسيليا، فرنسا أواخر عام 2021 حيث احتلت المركز الثالث عشر في حدث الجمباز الشامل والمركز السابع في حدث منصة القفز. تنافست بعد ذلك في البطولات البريطانية 2021 حيث فازت بالبطولة الشاملة في قسم الناشئين.
[
4
]
```

### 2022
في وقت مبكر من العام، تنافس إيفانز في البطولات الويلزية والبريطانية، وفاز بقسم الناشئين في كليهما. في يوليو تنافست في المهرجان الأولمبي الأوروبي للشباب حيث ساعدت بريطانيا العظمى على احتلال المركز السادس. على المستوى الفردي فازت بالميدالية الفضية في القفز خلف هيلين كيفريك. تنافست في الشهر التالي  في بطولة الجمباز الفني للسيدات 2022 حيث ساعدت بريطانيا العظمى على احتلال المركز الرابع، في منافسة الفردي احتلت المركز الثالث عشر في حدث الشامل والرابع في حدث الحركات الأرضية.
تنافس في نوفمبر في بطولة شمال أوروبا للجمباز 2022. وساعدت ويلز على احتلال المركز الأول كفريق. على المستوى الفردي فازت بالميدالية الذهبية في منصة القفز. أنهت العام بالمنافسة في بطولة توب جيم حيث احتلت المركز الثاني في الجمباز الشامل.

## جمباز النخبة

### 2023
أصبحت إيفانز مؤهلة لسن المنافسة الكبرى في عام 2023. ظهرت لأول مرة مع منتخب بريطانيا العظمى في سلسلة كأس العالم للجمباز الفني في كوتبوس 2023 فازت بالميدالية الفضية في منصة القفز خلف اللاعبة مانيلا إسبوزيتو والميدالية البرونزية في الحركات الأرضية خلف اللاعبة أزوكي كوكوفوغاتا وإسبوزيتو. في البطولات الويلزية، احتل إيفانز المركز الثاني خلف اللاعبة بوبي غريس ستيكلر، في البطولات البريطانية احتلت المركز الخامس في الجمباز الشامل لكنها حققت الميدالية الذهبية في حدث منصة القفز.
في سبتمبر، تم اختيار إيفانز لتمثيل بريطانيا العظمى في  بطولة العالم 2023 جنبًا إلى جنب مع جيسيكا جاديروفا، أليس كينسيلا، أوندين أشامبونج، وجورجيا-ماي فينتون. عند اختيارها أصبحت إيفانز أول لاعبة جمباز ويلزية منذ 17 عامًا يتم اختيارها للمنافسة لفريق بريطانيا العظمى في بطولة العالم. آخر لاعبي الجمباز الويلزيين الذين فعلوا ذلك كانوا أوليفيا برايل ولينيت ليسل في بطولة العالم للجمباز الفني 2006. أثناء وجوده في بطولة العالم، أثناء بطولة العالم، ساعدت الفريق في التأهل إلى النهائيات بعد حصوله على المركز الثاني. ساهمت في حصول بريطانيا العظمى على المركز السادس في مسابقتي القفز وحركات الأرضية.
أنهت إيفانز العام بالمنافسة في بطولة أوروبا الشمالية. ساعدت ويلز في الفوز بمسابقة الفريق وفازت بالميدالية الذهبية بشكل فردي في الجمباز الشامل وحركات الأرضيية.

### 2024
بدأت إيفانز عامها في البطولات الويلزية، حيث احتلت المركز الأول في الجمباز الشامل، في منصة القفز، وعوارض غير المستوية، وحركات الأرضية. تنافست في البطولات الإنجليزية، وحصلت على المركز الأول في حركات الأرضية والثانية في عارضة التوازن. وفي بطولة بريطانيا حصلت على المركز الثاني في الجمباز الشامل.
تم تسمية إيفانز ضمن فريق البطولات الأوروبية، جنبًا إلى جنب مع أوندين أشامبونج (تم استبدالها لاحقًا بلاعبة أبيغيل مارتن)، أليس كينسيلا، بيكي داوني، وجورجيا ماي فينتون. وفي أثناء وجودها هناك، ساعدت الفريق على الفوز بالميدالية الفضية خلف الفريق الإيطالي.
في يونيو، تم اختيار إيفانز لتمثيل بريطانيا العظمى في دورة الألعاب الأولمبية الصيفية 2024 إلى جانب داوني، وكينسيلا، وفينتون، ومارتن. أصبحت إيفانز أول لاعبة جمباز ويلزية يتم اختيارها للفريق الأولمبي البريطاني منذ سونيا لورانس التي تنافست في الألعاب الأولمبية 1996. خلال التصفيات المؤهلة في الألعاب الأولمبية، ساعدت إيفانز بريطانيا العظمى في التأهل إلى نهائي، وساهمت في تسجيل نقاط في منصة القفز والحركات الأرضية مما أدى إلى تحقيق بريطانيا العظمى للمركز الرابع.